# Wohlfahrtia indigens
Wohlfahrtia indigens  (лат.) — двукрылое насекомое из семейства серых мясных мух. Алжир, Сомали, Египет, Саудовская Аравия, Израиль.

## Описание
Среднего и крупного размера серые мясные мухи, длина тела от 7 до 16,5 мм. Основная окраска коричнево-чёрная. Вид был впервые описан в 1928 году энтомологом Ж. Вилльнёвым (Villeneuve, J.).